# باسکول

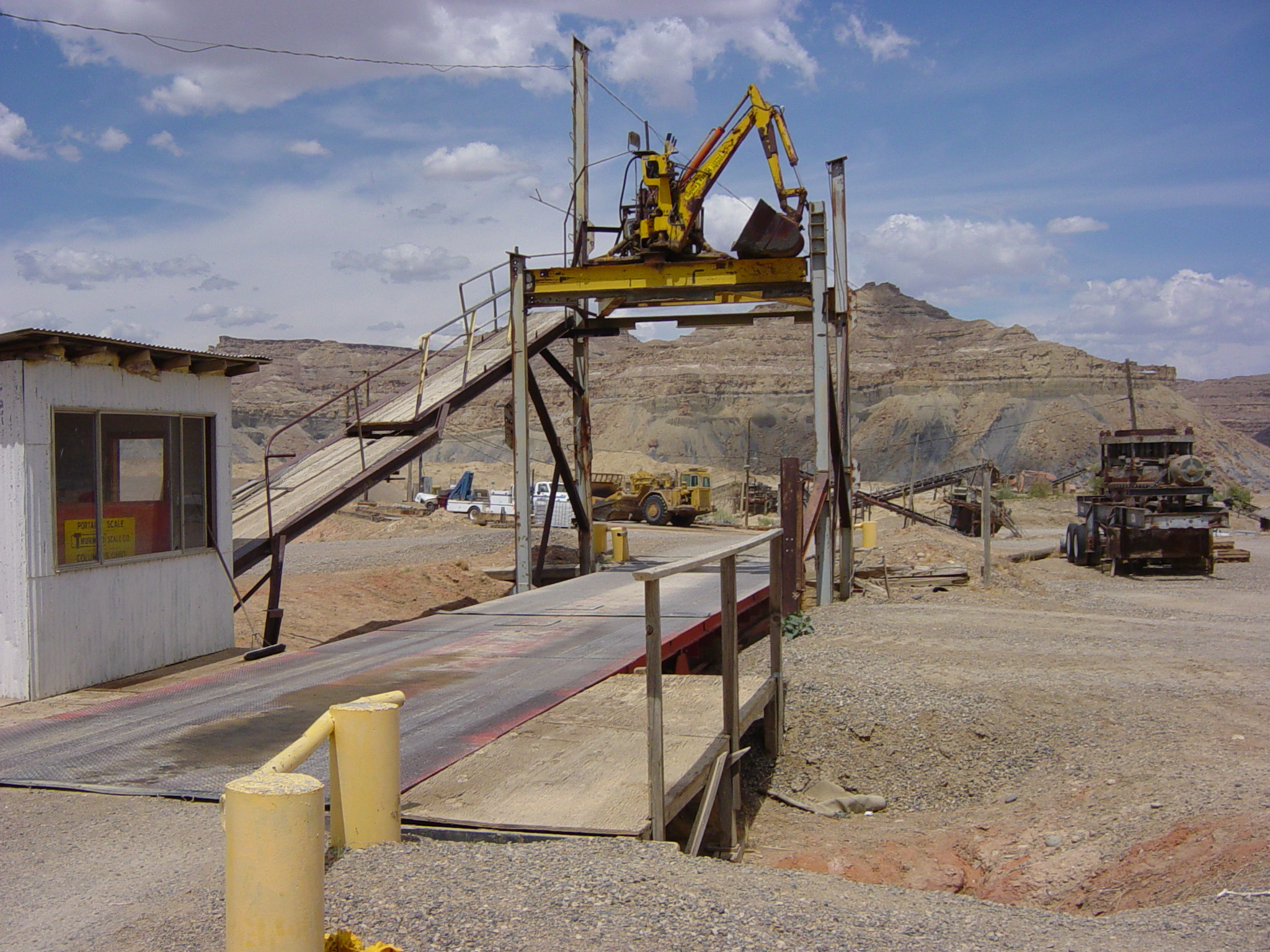
یک باسکول در گودال شنی

باسکول (به فرانسوی: bascule publique) که در انگلیسی آمریکایی ترازوی کامیون (Truck scale) و در انگلیسی غیر آمریکایی به آن ترازوی قطار (railroad scale) یا پل وزن کشی (weighbridge) می‌گویند، نوعی ترازوی بسیار بزرگ است که به‌طور ثابت در یک پی (فوندانسیون) بتنی قرار می‌گیرد. کامیون‌ها با بار و بدون بار روی این ترازو رفته تا بدین وسیله وزن باری که توسط آنها حمل می‌گردد، تعیین شود. معمولاً به ترازوهای بزرگ (نظیر ترازوهای مورد استفاده در میدان‌ها عمده میوه و تره بار) نیز باسکول می‌گویند. به صورت خیلی غیررسمی بدن سازان در باشگاه به ترازوی وزن کشی نیز باسکول گویند.
ویژگی باسکول
باسکول را می‌توان با توجه به محل نصب، درخواست مشتری و دیگر فاکتورها به صورت پیش ساخته یا غیر پیش ساخته تهیه نمود. در نمونه پیش ساخته کلیه مراحل در کارخانه زیر نظر مهندسین مجرب و طی چندین مرحله آزمایش مقاوم‌سازی در برابر عوامل مختلف تولید می‌گردد تا دربرابر فشار، ضربه و… مقاوم باشد. در مدل غیر پیش ساخته کلیه مراحل اجرا در محل انجام می‌شود. رعایت استاندارد جهانی در همه مراحل نصب باسکول‌ها اهمیت فراوانی دارد و الزامی است.
باسکول‌ها در سه مرحله خاک برداری و زیرسازی، عملیات مکانیکی و نصب پلتفرم، عملیات الکترونیکی و نصب لود سل‌ها اجرا می‌شوند. قیمت باسکول با توجه به نوع توناژ آن، نوع لود سل‌ها، عیار بتن مصرفی، نوع صفحه یا پلتفرم، و… متغیر می‌باشد و با توجه به قیمت روز بازار و براساس تعرفه تعیین شده اصناف تعیین می‌شود. لود سل‌های به کار رفته در انواع باسکول، حسگرهایی هستند که سبب اندازه‌گیری وزن با دقت بالا می‌شوند و میزان وزن را در نمایشگرها نشان می‌دهد. در خرید باسکول با توناژ بالا بهتر است جنس پلتفرم یا صفحه بتنی باشد زیرا در صورت استفاده از پلتفرم فلزی وزن و ضخامت و در نتیجه قیمت آن بالا می‌رود.